# Koenraad van Glogau
Koenraad van Glogau, bijgenaamd Spillebeen, (circa 1146/1157 - 17 januari 1178/1190) was van 1177 tot aan zijn dood hertog van Glogau. Hij behoorde tot de Piasten-dynastie.

## Levensloop
Koenraad was de derde zoon van koning Wladislaus II de Balling van Polen uit diens huwelijk met Agnes van Babenberg, dochter van markgraaf Leopold III van Oostenrijk. Hij werd vernoemd naar zijn oom, Rooms-Duits koning Koenraad III en werd vermoedelijk geboren nadat zijn ouders in 1146 in ballingschap werden gestuurd. 
Over de eerste levensjaren van Koenraad, die waarschijnlijk geboren werd tussen 1146 en 1157, is weinig bekend. Omdat hij ziekelijk en waarschijnlijk aan zijn benen verlamd was werd hij voorbereid op een kerkelijke loopbaan, vermoedelijk in de Benedictijnerabdij van Waldsassen of in die van Fulda. Hij scheen nog minderjarig te zijn toen zijn oudere broers Bolesław de Lange en Mieszko Krombeen in 1163 met steun van keizer Frederik I Barbarossa terugkeerden naar Polen en van hun oom Bolesław IV het hertogdom Silezië toegewezen kregen. Koenraad zou namelijk in Duitsland gebleven zijn waardoor hij niet in het bestuur van het hertogdom betrokken werd.
Zijn broers Bolesław en Mieszko regeerden eerst gezamenlijk, maar ze kwamen in 1173 in conflict met elkaar en verdeelden vervolgens Silezië. Bolesław regeerde vanaf dan over een groot deel in Neder-Silezië, inclusief Breslau en Glogau, en Mieszko verkreeg Ratibor en Teschen. Nadat Koenraad volwassen was geworden, keerde hij terug naar Silezië om een eigen gebied voor zich op te eisen. Wegens het conflict tussen zijn broers moest hij daar echter tot in 1177 op wachten, toen hij het pas opgerichte hertogdom Glogau kreeg toegewezen.
Koenraad bleef ongehuwd en kinderloos. Daar hij na 1178 niet meer wordt vermeld in de contemporaine bronnen, zou hij kort nadien gestorven zijn, ofschoon sommige bronnen zijn overlijden rond het jaar 1190 dateren. Hoe dan ook werden zijn domeinen geërfd door zijn oudste broer Bolesław de Lange.